# JAML
JAML (англ. Junction adhesion molecule like) – білок, який кодується однойменним геном, розташованим у людей на короткому плечі 11-ї хромосоми. Довжина поліпептидного ланцюга білка становить 394 амінокислот, а молекулярна маса — 44 339.
| 10         |  | 20         |  | 30         |  | 40         |  | 50         |
| ---------- |  | ---------- |  | ---------- |  | ---------- |  | ---------- |
| MFCPLKLILL |  | PVLLDYSLGL |  | NDLNVSPPEL |  | TVHVGDSALM |  | GCVFQSTEDK |
| CIFKIDWTLS |  | PGEHAKDEYV |  | LYYYSNLSVP |  | IGRFQNRVHL |  | MGDILCNDGS |
| LLLQDVQEAD |  | QGTYICEIRL |  | KGESQVFKKA |  | VVLHVLPEEP |  | KELMVHVGGL |
| IQMGCVFQST |  | EVKHVTKVEW |  | IFSGRRAKEE |  | IVFRYYHKLR |  | MSVEYSQSWG |
| HFQNRVNLVG |  | DIFRNDGSIM |  | LQGVRESDGG |  | NYTCSIHLGN |  | LVFKKTIVLH |
| VSPEEPRTLV |  | TPAALRPLVL |  | GGNQLVIIVG |  | IVCATILLLP |  | VLILIVKKTC |
| GNKSSVNSTV |  | LVKNTKKTNP |  | EIKEKPCHFE |  | RCEGEKHIYS |  | PIIVREVIEE |
| EEPSEKSEAT |  | YMTMHPVWPS |  | LRSDRNNSLE |  | KKSGGGMPKT |  | QQAF       |

A: Аланін

C: Цистеїн

D: Аспарагінова кислота

E: Глутамінова кислота

F: Фенілаланін

G: Гліцин

H: Гістидин

I: Ізолейцин

K: Лізин

L: Лейцин

M: Метіонін

N: Аспарагін

P: Пролін

Q: Глутамін

R: Аргінін

S: Серин

T: Треонін

V: Валін

W: Триптофан

Задіяний у таких біологічних процесах, як клітинна адгезія, імунітет, альтернативний сплайсинг. 
Локалізований у клітинній мембрані, мембрані, клітинних контактах.